# Спин-фононное взаимодействие
Взаимодействие между магнитными моментами парамагнитных частиц в веществе или ядер (системы спинов) и упругими колебаниями окружающей их среды (фононами). Различают электронное спин-фононное взаимодействие и ядерное спин-фононное взаимодействие.

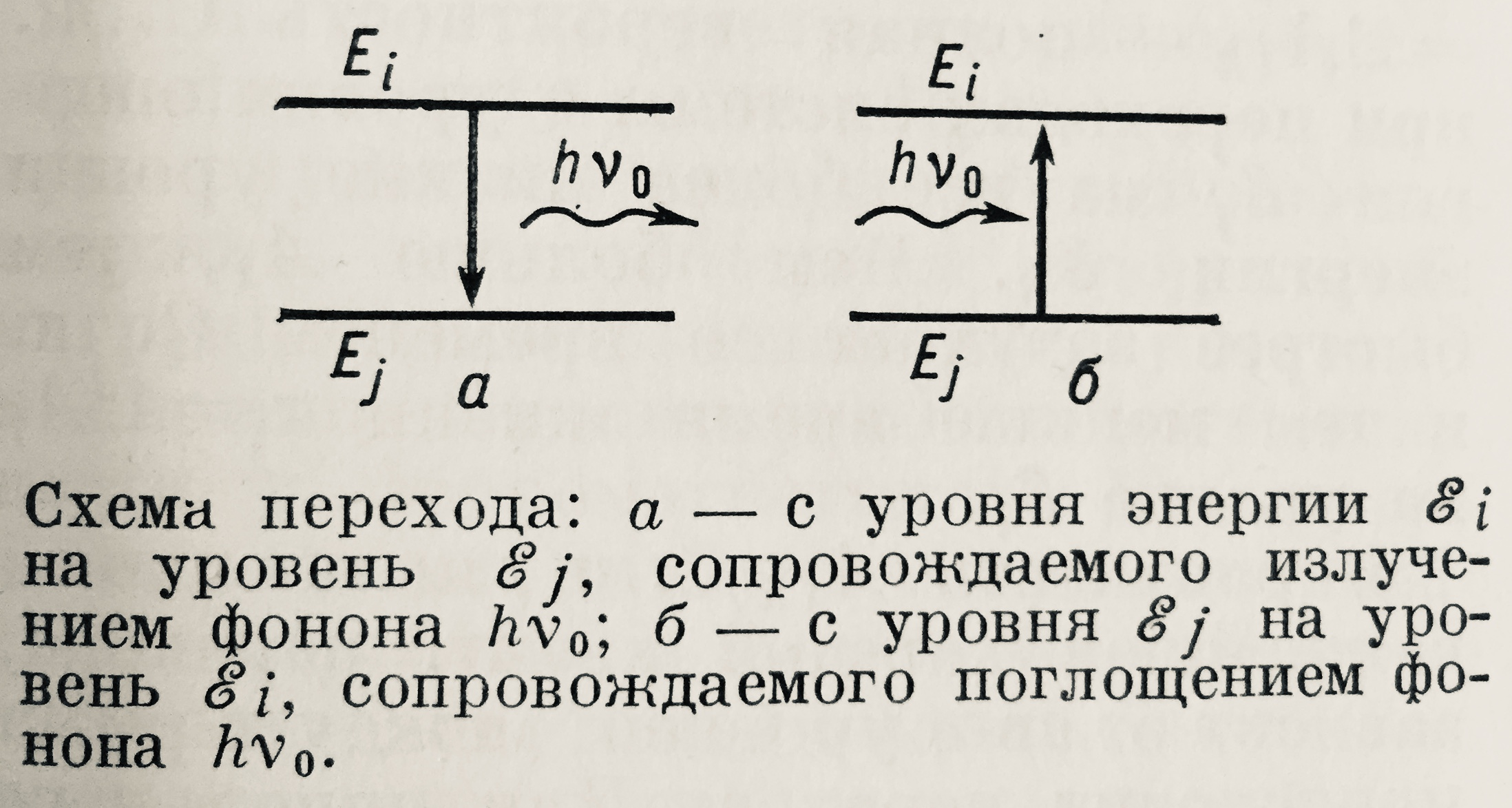

Электронное спин-фононное взаимодействие в парамагнитных кристаллах обусловлено различными механизмами. В «разбавленных» парамагнетиках — кристаллах, где решётку образуют диамагнитные ионы, а парамагнитные ионы замещают лишь незначительную их часть и практически не взаимодействуют друг с другом, основную роль играет механизм Ван Флека. Диамагнитные ионы в таких кристаллах создают сильное электрическое внутрикристаллическое поле. Распространение акустических волн в кристалле приводит к периодическому искажению кристаллической решётки и, следовательно, к периодическому изменению внутрикристаллического поля. Переменное поле влияет на орбитальное движение электронов парамагнитного иона и тем самым на его орбитальный магнитный момент, изменение которого посредством спин-орбитального взаимодействия вызывает переориентацию спинового магнитного момента иона.
В материалах с большой плотностью парамагнитных частиц, где нельзя пренебрегать влиянием парамагнитных ионов друг на друга, главную роль при спин-фононное взаимодействие играет механизм Валлера. При упругих колебаниях решётки расстояния между парамагнитными ионами изменяются с частотой этих колебаний. Возникает осциллирующее магнитное поле, которое взаимодействует со спиновым и орбитальными магнитными моментами парамагнитных частиц.
Электронное спин-фононное взаимодействие сильно проявляется в парамагнитных кристаллах с ионами группы железа и редкоземельными ионами, например в {\displaystyle {\ce {Al2O3}}}, с примесью ионов {\displaystyle {\ce {Cr^3+}}}, в {\displaystyle {\ce {CaFe2}}} с {\displaystyle {\ce {Eu^2+}}} .
Передача энергии фононов системе спинов происходит в два этапа: от фононов к орбитальному движению электронов и от орбитального движения к спинам. Такое спин-решёточное взаимодействие может осуществляться посредством двух процессов: прямого и непрямого. В прямых, или однофононных, процессах перехода иона с верхнего энергетического уровня {\displaystyle \xi _{i}} на нижний {\displaystyle \xi _{j}} сопровождается переориентацией магнитного момента электрона и излучением одного фонона с энергией {\displaystyle h\nu _{o}=\xi _{i}-\xi _{j}}при обратном процессе происходит поглощение энергии фонона и соответствующее увеличение энергии спиновой системы. Прямые процессы преобладают при низких температурах; они, например наблюдаются во многих парамагнитных системах при температурах жидкого гелия.
С повышением температуры энергия колебаний кристаллической решетки возрастает и начинает преобладать непрямой, или комбинационный (многофононный) процесс спин-решеточного взаимодействия: при переходах с уровня {\displaystyle \xi _{i}} на уровень {\displaystyle \xi _{j}} может происходить одновременно поглощение фононов с энергией {\displaystyle h\nu _{1}} и излучение фононов с энергией {\displaystyle h\nu _{2}} , так что в результате выполняется условие {\displaystyle \xi _{i}-\xi _{j}=h(\nu _{1}-\nu _{2})}.
В непрямых процессах участвуют нормальные колебания решетки, характерные для данной температуры, поскольку частоты {\displaystyle \nu _{1}} и {\displaystyle \nu _{2}} могут иметь различные значения в широких пределах; в прямых процессах принимают участие только фононы резонансной частоты {\displaystyle \nu _{o}}.
Для количественной оценки процессов спин-решеточной релаксации и спин-фононного взаимодействия пользуются константами спин-фононного взаимодействия, характеризующими зависимость изменения энергии спиновой системы от деформации решетки. Константы спин-фононного взаимодействия {\displaystyle G_{i}jkl} являются компонентами тензора, вид которого существенной зависит от симметрии локального электрического поля вблизи парамагнитного иона. Для определения {\displaystyle G_{i}jkl} чаще всего пользуются методами одноосного сжатия и акустического парамагнитного резонанса. Первый состоит в измерении сдвига линий электронного парамагнитного резонанса под действием одноосного давления, вызывающего статическую деформацию парамагнетика. Величина сдвига пропорциональна первой степени констант спин-фононного взаимодействия, что позволяет определить величину и знак этих констант.
В случае ядерного спин-фононного взаимодействия связь упругих колебаний твердого тела с системой ядер спинов осуществляется посредством нескольких видов электрических и магнитных взаимодействий, сила которых периодически модулируется акустическими колебаниями. Такими взаимодействиями являются магнитное взаимодействие между спинами соседних ядер - спиновое взаимодействие; электрическое взаимодействие между квадрупольными моментами ядра и градиентом электрического поля, создаваемым внешним (по отношению к ядру) зарядам; сверхтонкое взаимодействие в ферромагнитных материалах; взаимодействие ядер магнитного момента со слабым радиочастотным магнитным полем, возникающем при распространении поперечной звуковой волны в металле, и др.
Ядра со спином {\displaystyle I>1/2} обладают электрическим квадрупольным моментом. Акустические колебания кристаллической решетки вызывают периодические изменения градиента внутрикристаллических электрических полей, которые взаимодействуя с квадрупольным моментом ядра, осуществляют ядерное спин-фононное взаимодействие. Передача энергии акустических колебаний ядерным спинам осуществлялась главным образом за счет ядерного электрического квадрупольного взаимодействия. Такие взаимодействия наблюдаются в щелочно-галоидных взаимодействиях, содержащих ядра, например {\displaystyle {\ce {^{23}Na}}}, {\displaystyle {\ce {^{79}_Br}}}; в полупроводниках группы {\displaystyle {\ce {A^{III}B^{V}}}}, таких как InSb, который содержит ядра  {\displaystyle {\ce {^{115}_In}}}, и др.; в монокристаллах металлов, например Ta.
Ядерное спин-фононное взаимодействие чаще всего характеризуется коэффициентом спин-фононного поглощения звука, который позволяет получить информацию о природе и величине внутренних магнитных полей и о процессах ядерной спин-решеточной релаксации, определять величину ядерного квадрупольного взаимодействия и др. Ядерное спин-фононное взаимодействие изучается с помощью методов, используемых  при наблюдении акустического ядерного магнитного резонанса, т.е. в области частот от 1 до 100 МГц.